# Henryk Bromowicz
Henryk Bromowicz (* 22. Februar 1924 in Kattowitz; † 30. Dezember 1982 in Warschau) war ein polnischer Eishockeyspieler und -trainer.

## Karriere
Henryk Bromowicz begann seine Karriere als Eishockeyspieler bei HKS Siemianowiczanka, für das er von 1945 bis 1948 aktiv war. Anschließend spielte er drei Jahre lang für RKS Siła Giszowiec sowie schließlich von 1951 bis 1960 für Legia Warschau. Mit Legia gewann er in den Jahren 1951 bis 1957 sowie 1959 jeweils den polnischen Meistertitel. Im Anschluss an seine aktive Laufbahn wurde er Trainer und betreute unter anderem seinen Ex-Klub Legia Warschau, GKS Tychy sowie Partizan Belgrad.

### International
Für die polnische Eishockeynationalmannschaft nahm Bromowicz an den Olympischen Winterspielen 1948 in St. Moritz, 1952 in Oslo und 1956 in Cortina d’Ampezzo teil. Zudem stand er im Aufgebot seines Landes bei den Weltmeisterschaften 1947, 1955 und 1957. Zwischen 1947 und 1957 bestritt er insgesamt 54 Länderspiele für Polen, in denen er zwei Tore erzielte.

## Erfolge und Auszeichnungen
| - 1951 Polnischer Meister mit Legia Warschau - 1952 Polnischer Meister mit Legia Warschau - 1953 Polnischer Meister mit Legia Warschau - 1954 Polnischer Meister mit Legia Warschau | - 1955 Polnischer Meister mit Legia Warschau - 1956 Polnischer Meister mit Legia Warschau - 1957 Polnischer Meister mit Legia Warschau - 1959 Polnischer Meister mit Legia Warschau |